# Caterina Ganz
Caterina Ganz (13 novembre 1995) è una fondista italiana.

## Biografia
Il suo esordio a livello internazionale è avvenuto ai Campionati mondiali di sci nordico 2017 a Lahti in Finlandia, prendendo parte anche alle successive edizioni nel 2019, nel 2021 e nel 2025. Ha anche partecipato a 5 edizioni della Coppa nel mondo per cinque edizioni consecutive dal 2017 al 2021. Ai XXIV Giochi olimpici invernali di Pechino 2022, suo esordio olimpico, si è piazzata 35ª nella 10 km, 45ª nella 30 km, 42ª nello skiathlon, 30ª nella sprint, 13ª nella sprint a squadre e 8ª nella staffetta.

## Palmarès

### Coppa del Mondo
- Miglior piazzamento in classifica generale: 31ª nel 2024